# عادل كامل
عادل كامل (27 نوفمبر 1916 - 10 يناير 2005 ) هو كاتب وروائي مصري، من أبرز أدباء الجيل الأول في الرواية العربية. ولد في القاهرة 1916 تخرج في كلية الحقوق 1936 وكتب الرواية المسرحية والقصة القصيرة.

## أعماله
نشر روايتين بين عامى 1943و 1944 هما
•	ملك من شعاع
•	مليم أكبر
•	مسرحية ويك عنتر
•	ويك تحتمس.. قصص قصيرة
•	ضباب ورماد
•	نشرت له دار الهلال عام 1993 روايتي «الحل والربط» و«مناوشة على الحدود» في كتاب واحد يحمل اسم الحل والربط

## الجوائز
- نال الجائزة الأولى في مسابقة مجمع اللغة العربية عام 1943 عن روايته ملك من شعاع ونال نجيب محفوظ الجائزة الثانية عن كفاح طيبة ويوسف جوهر الجائزة الثالثة

قال عنه نجيب محفوظ انه«في طليعة كتاب جيلنا بغير جدال»
اعتزل الكتابة فجأة بعد أن رفض مجمع اللغة العربية منحه جائزة لروايته مليم أكبر وتم رفض رواية السراب أيضا لنجيب محفوظ